# جتو مازارا
جتو مازارا (به انگلیسی: Jethu Mazara) یک منطقهٔ مسکونی در هند است که در پنجاب واقع شده‌است.

## خصوصیات
جتو مازارا ۱٬۴۲۰ نفر جمعیت دارد و ۳۵۵ متر بالاتر از سطح دریا واقع شده‌است.